# Pseudoleptaleus dromedarioides
Pseudoleptaleus dromedarioides es una especie de coleóptero de la familia Anthicidae.

## Distribución geográfica
Habita en Laos.